# Ласковецько-Вербовецький (втрачений)
«Ласковецько-Вербовецький» — втрачений гідрологічний заказник місцевого значення в Україні.
Існував біля сіл Ласківців і Вербівців (став) Теребовлянського району Тернопільської області.
Створений рішенням Тернопільської обласної ради 18 березня 1994 року. Площа — 27,8 га.
Скасований рішенням Тернопільської обласної ради № 206 від 18 листопада 2003 року. Скасування статусу відбулося з причини начебто відсутності природної цінності.